# Désir (film tchécoslovaque, 1958)
Pour les articles homonymes, voir Désir (homonymie).
Pour plus de détails, voir Fiche technique et Distribution.
Désir (Touha) est un film tchécoslovaque réalisé par Vojtěch Jasný, sorti en 1958.

## Synopsis
Quatre histoires chacune située dans l'une des quatre saisons.

## Fiche technique
- Titre : Désir
- Titre original : Touha
- Réalisation : Vojtěch Jasný
- Scénario : Vojtěch Jasný et Vladimír Valenta
- Musique : Svatopluk Havelka
- Photographie : Jaroslav Kučera
- Montage : Jan Chaloupek
- Société de production : Ceskoslovenský Státní Film
- Pays :  Tchécoslovaquie
- Genre : Drame
- Durée : 91 minutes
- Dates de sortie : 
  -  Tchécoslovaquie : 25 décembre 1958

## Distribution
Segment O chlapci, který hledal konec světa
- Jan Jakes : Joska
- Václav Babka : le père

Segment Lidé na zemi a hvězdy na nebi
- Jana Brejchová : Lenka
- Jirí Vala : Jan
- Frantisek Vnoucek : le père
- Otto Simánek : le beau-frère

Segment Andela
- Vera Tichánková : Anděla
- Václav Lohniský : Michal
- Zdenek Kutil : Pavelka
- Frantisek Musálek : le père
- Vladimír Mensàk : le chauffeur
- Vlastimil Brodský : le cordonnier

Segment Maminka
- Anna Melísková : la mère
- Ilja Racek : Frantisek
- Jirí Pick : Václav

## Distinctions
Le film a été présenté en sélection officielle en compétition au Festival de Cannes 1959.